# Rio do Ouro (bairro)
Rio do Ouro é um bairro bimunicipal que se localiza entre os municípios de Niterói e São Gonçalo, no Leste Metropolitano do Rio de Janeiro. Situa-se às margens da RJ-106, servindo de passagem para a Região dos Lagos.

## História

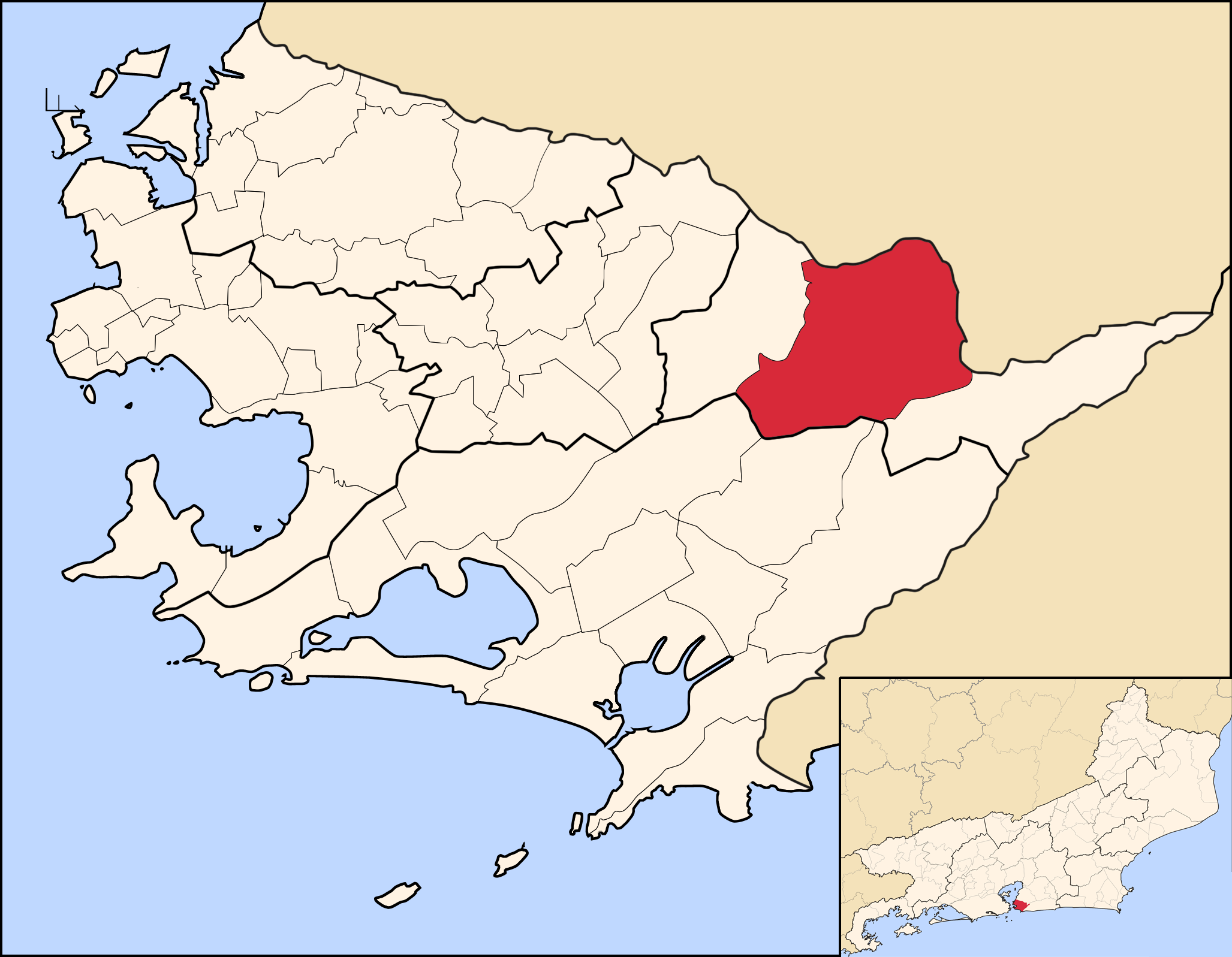
Localização do bairro do Rio do Ouro no município de Niterói.

O surgimento de bairros ao longo das margens de vias e ferrovias que cortam a cidade é uma marca do processo de ocupação do solo gonçalense, e Rio do Ouro é um exemplo disso. Seu desenvolvimento começou à margem esquerda da estrada, onde funcionava a cerâmica Rio do Ouro, produtora de manilhas. Com a transferência da área distrital de Itaipu para Niterói o bairro passou fazer parte tanto do município de Niterói quanto de São Gonçalo.
Uma lenda bem famosa entre os moradores de Rio do Ouro, é a lenda do trem que tombou as margens do antigo rio, (que hoje é um valão), que estava carregado com barras de ouro e se perdeu entre as águas cristalinas do próprio na época. Nos anos 50 as fazendas começaram a ser desmembradas sem nenhum padrão estabelecido, que gerou lotes e sítios de tamanhos variados sendo vendido de acordo com a exigência do comprador. A fazenda mais famosa na época era a "Fazenda Sta. Terezinha", na qual o dono era o Sr. Waldomiro Brandão, antes de falecer, loteou sua fazenda em "pequenos" terrenos.
A ligação entre o Rio do Ouro e o trevo de Maria Paula, na década de 60, inicia a expansão comerciais, dava-se pela estrada Velha de Maricá, onde existia um trecho, no limite com Muriqui (oeste), que, pelo seu relevo e vegetação era de difícil passagem, exigindo "paciência" dos usuários, segundo os moradores, vem o nome do local: Paciência.

## Dados demográficos
- Área: 8,27 km2

- População: 3.085 habitantes, sendo a população composta de 49.79% de mulheres e 50.21% de homens (IBGE 2000).[5]